# Sleeping At Last
Sleeping At Last é um projeto musical de rock alternativo liderado pelo cantor-compositor e multi-instrumentista Ryan O'Neal.  O projeto iniciou em Wheaton (Illinois) como um trio, com Ryan O'Neal como vocalista e guitarrista, seu irmão Chad O'Neal como baterista, e Dan Perdue como baixista. A banda gravou independentemente seu primeiro álbum, Capture, em 2000, o qual usaram para atrair a atenção do vocalista da Smashing Pumpkins, Billy Corgan, que os ajudou a conseguir um contrato com uma grande gravadora, a Interscope Records. A banda lançou seu primeiro e único álbum de uma grande gravadora, Ghosts em 2003, antes de se tornar novamente independente e lançar Keep No Score em 2006, e Storyboards em 2009.
Nos anos seguintes ao lançamento de seus quatro álbuns, Chad O'Neal e Perdue deixaram a banda para seguir outros interesses. Ryan O'Neal optou por manter o uso do nome da banda para seu trabalho solo, mas preferiu se concentrar em músicas individuais e EPs curtos do que quaisquer outros álbuns tradicionais.

## História

### Primeiros anos;Capture,Ghosts, e Keep No Score(1999–2006)
Sleeping at Last foi originalmente formada em 1999 em Wheaton, Illinois, e consistia em Ryan O'Neal, seu irmão Chad O'Neal (baterista), e Dan Perdue (baixista). O grupo construiu localmente uma significante quantidade de seguidores e abriu a bandas como Kill Hannah e Plain White T's, atraindo a atenção de Billy Corgan, que fez com que entrassem para a Interscope Records em 2002. Seu primeiro grande álbum, Ghosts, foi estreado em 2003.
Seguiu-se turnê nacional, a primeira abertura para Switchfoot, em seguida, para o projeto paralelo de Billy Corgan, Zwan, Yellowcard, Something Corporate, The Format, and Bleu. Eles foram transmitidos na Fuse TV e sua música "Tethered" foi apresentada na terceira temporada de Grey's Anatomy. Seu terceiro longa-metragem, Keep No Score, foi lançado independentemente.

### Saída de Chad O'Neal eStoryboards,Yearbook(2008–2011)
Em 29 de novembro de 2008, foi anunciado que o baterista Chad O'Neal sairia da banda para seguir outros interesses. Em 2009, a banda lançou independentemente seu álbum Storyboards, que contou com um arranjo orquestral convidado pelo lendário Van Dyke Parks. Em 15 de julho de 2010, a banda anunciou em seu website que de 1 de outubro de 2010 até 1 de setembro de 2011 eles estariam lançando três músicas no primeiro dia de cada mês por um ano, um projeto que nomearam Yearbook. As músicas foram lançadas em seu site em doze EPs separados, nomeados com o mês em que foram lançados (ex: janeiro, fevereiro, etc.). A partir de 8 de dezembro de 2011, todos os 12 EPs tornaram-se disponíveis em um box Yearbook, por $45,00. Em 22 de maio de 2011 foi anunciada a saída do baixista e tecladista Dan Perdue. A banda continuaria como Sleeping At Last com Ryan O'Neal sendo o único membro permanente.
As músicas de Yearbook "Homesick" e "Watermark" foram apresentadas na série da ABC Private Practice na terceira temporada (2010), seguido pelas músicas "Emphasis" e "Wires" sendo apresentadas em Private Practice na quarta temporada (2011). "Tethered" (também em "Yearbook") foi apresentada na oitava temporada (2012) do seriado da ABC Grey's Anatomy. "From the Ground Up" de Yearbook: December foi apresentada no final da sétima temporada de Bones.
Em 26 de setembro de 2011 foi anunciado que uma nova música da banda seria apresentada no filme A Saga Crepúsculo: Amanhecer – Parte 1, chamada "Turning Page", escrita exclusivamente para o filme. "Turning Page" e "Turning Page (Instrumental)" apareceria exclusivamente em The Twilight Saga: Breaking Dawn – Part 1 Original Motion Picture Soundtrack, lançado em 8 de novembro de 2011.
Em 6 de junho de 2012, Sleeping at Last lançou um EP com remixes 8 bits chamado "8-Bits". O EP é composto de uma canção de cada um dos três álbuns de estúdio do projeto Yearbook. As músicas foram remixadas por Michael Carroll e Steven Padin da The Reign of Kindo. O EP foi lançado gratuitamente na NoiseTrade.

### ProjetoAtlas(2013–presente)
Ryan O'Neal provocou seu último projeto em seu blog no final de 2012, mostrando uma imagem com a data "12.12.12" nele. Dois dias depois de 12 de dezembro daquele ano, O'Neal revelou os detalhes de Atlas, que ele descreveu como "uma série de EPs em andamento". Na postagem, O'Neal diz que a obra de arte "desempenharia um papel muito especial no projeto" e que ele teria chamado Geoff Benzing para "fazer uma pintura para cada uma das 28+ canções".
Em dezembro de 2013, a canção "In the Embers" do álbum Atlas: Light foi usada pela TCM como a trilha sonora da versão de 2013 da "TCM Remembers", tributo anual da rede para atores, produtores, e outros cineastas que morreram durante o ano. A letra da música discute sobre deixar um legado após a morte e compara o espaço de vidas humanas a fogos de artifício, afirmando que "até que a nossa luz temporária se torne em cinzas, nós iremos afastar a escuridão até quando conseguirmos."
Em 29 de janeiro de 2014 a canção "Sun" do EP Atlas: Space 1 foi usada no trailer do próximo filme baseado em livro A Culpa É das Estrelas.
Em 8 de julho de 2014, Sleeping at Last lançou Atlas: Year One, uma compilação de seis EPs do ano anterior.
Em 2014 A canção "Light" do álbum Atlas: Year One foi usada na trilha sonora de A Pequena Morte.
Em 18 de fevereiro de 2015, Ryan O'Neal anunciou, através de sua página no Facebook, que Atlas: Year Two seria lançado na primavera de 2015. Em 2 de abril, O'Neal gravou dois covers, "Today Has Been Okay" e "Chasing Cars", que foram ambos utilizados na décima primeira temporada de Grey's Anatomy. Em 18 de maio, os assinantes de Atlas: Year Two puderam ouvir as duas primeiras músicas, "Overture II" e "Life". Foi lançado no iTunes em 26 de maio. Em 13 de junho, O'Neal gravou uma trilha sonora para o próximo filme Many Beautiful Things, que ficou disponível no Spotify. Em 13 de agosto, a música "Coundowns" foi apresentada no final do penúltimo episódio de The Astronauts Wives Club - The Dark Side. Ela tocou enquanto as esposas seguravam sua respiração enquanto Apollo 8 ia ao redor do lado de trás da lua e conforme as esposas seguiam caminhos separados na vida. Em 18 de setembro, o primeiro EP de Atlas: Year Two, Atlas: Life, foi lançado no iTunes e Spotify.
Em 10 de Agosto de 2021, O'Neal anunciou em seu blog que a primeira música do Atlas: III, "Overture III / Awake" seria lançada no dia 24 do mesmo mês para aqueles com assinatura. A canção foi oficialmente lançada no iTunes em 10 de setembro. Numa postagem em seu blog nessa data, ele também anunciou que Elicia Edijanto faria a arte de todas as canções em Atlas: III. O lançamento de "Overture III / Awake" incluiu uma versão instrumental, e uma versão acústica de "Awake" chegou no mês seguinte. Cada música subsequente em Atlas: III teria também gravações instrumentais e acústicas. "Asleep", uma música complementar a "Awake", foi lançada em abril de 2022.
Em 11 de junho de 2024, O'Neal anunciou, por meio de uma newsletter, que encerraria oficialmente o hiato de Atlas: III, e que sua nova música "Bloom (Eros)" já estava disponível para os destinatários da referida newsletter. Essa música seria a primeira de uma série inspirada nas sete formas gregas de amor. "Bloom (Eros)" seria lançada publicamente em 28 de junho de 2024.

## Discografia

### Álbuns
| Título        | Detalhes do álbum                                             |
| ------------- | ------------------------------------------------------------- |
| Capture       | - Lançamento: 2000 - Gravadora: Independente                  |
| Ghosts        | - Lançamento: October 7, 2003 - Gravadora: Interscope Records |
| Keep No Score | - Lançamento: 2006 - Gravadora: Independente                  |
| Storyboards   | - Lançamento: August 31, 2009 - Gravadora: Independente       |

### Compilações
| Data | Título                    | Gravadora    |
| ---- | ------------------------- | ------------ |
| 2009 | Christmas Collection 2009 | Independente |
| 2011 | Yearbook                  | Independente |
| 2013 | Christmas Collection 2013 | Independente |
| 2014 | Atlas: Year One           | Independente |
| 2014 | Christmas Collection 2014 | Independente |
| 2016 | Neighbors, Vol. 1         | Independente |

### EP's
| Data | Título                        | Gravadora    |
| ---- | ----------------------------- | ------------ |
| 1999 | There's a Quiet Understanding | Independente |
| 2005 | Ghosts of Christmas Past      | Independente |
| 2010 | Yearbook: October             | Independente |
| 2010 | Yearbook: November            | Independente |
| 2010 | Yearbook: December            | Independente |
| 2011 | Yearbook: January             | Independente |
| 2011 | Yearbook: February            | Independente |
| 2011 | Yearbook: March               | Independente |
| 2011 | Yearbook: April               | Independente |
| 2011 | Yearbook: May                 | Independente |
| 2011 | Yearbook: June                | Independente |
| 2011 | Yearbook: July                | Independente |
| 2011 | Yearbook: August              | Independente |
| 2011 | Yearbook: September           | Independente |
| 2012 | 8-Bits                        | Independente |
| 2013 | Atlas: Darkness               | Independente |
| 2013 | Atlas: Light                  | Independente |
| 2013 | Atlas: Space 1                | Independente |
| 2013 | Atlas: Space 2                | Independente |
| 2014 | Atlas: Land                   | Independente |
| 2014 | Atlas: Oceans                 | Independent  |
| 2014 | Covers, Vol. 1                | Independente |
| 2015 | Atlas: Life                   | Independente |
| 2016 | Atlas: Senses                 | Independente |

### Singles
| Data | Título                 | Gravadora    |
| ---- | ---------------------- | ------------ |
| 2012 | Turning Page           | Independente |
| 2012 | We're Still Here       | Independente |
| 2012 | Masquerade             | Independente |
| 2013 | Clockwork              | Independente |
| 2013 | I'm Gonna Be           | Independente |
| 2014 | All Through the Night  | Independente |
| 2015 | Today Has Been OK      | Independente |
| 2015 | Chasing Cars           | Independente |
| 2015 | I'll Keep You Safe     | Independente |
| 2015 | Countdowns             | Independente |
| 2015 | Atlas: Son             | Independente |
| 2015 | Atlas: Daughter        | Independente |
| 2015 | Already Gone           | Independente |
| 2015 | Atlas: Touch           | Independente |
| 2015 | As Long as You Love Me | Independente |
| 2015 | Atlas: Taste           | Independente |
| 2016 | Atlas: Smell           | Independente |
| 2016 | Atlas: Hearing         | Independente |
| 2016 | Atlas: Sight           | Independente |

## Membros
Integrantes
- Ryan O'Neal – vocais, guitarra, teclado

Exintegrantes
- Dan Perdue – baixo, teclado
- Chad O'Neal – bateria

## Em outros meios
Em 2011, a canção "Turning Page" apareceu em The Twilight Saga: Breaking Dawn – Part 1.
Em 2016, a canção "Son" apareceu no episódio 21 da segunda temporada da dramédia, Jane the Virgin, "Chapter Forty-Three".[carece de fontes?]
Em 2014, a canção "All through the night" apareceu em um episódio da série The Vampire Diaries. Essa música não é da banda mas foi regravada no ritmo usual de Sleeping at Last e foi elogiada por muitos.
As cancões da banda frequentemente aparecem na série "Grey's Anatomy". Algumas como "Chasing Cars","Faith", "Total Eclipse Of The Heart" e mais cerca de 23 canções.